# Řednice
Řednice (německy Rednitz) je zaniklá vesnice ve vojenském újezdu Hradiště v okrese Karlovy Vary. Stála v Doupovských horách jedenáct kilometrů jihozápadně od Radonic v nadmořské výšce okolo 655 metrů.

## Název
Název vesnice je odvozen z osobního jména Raden ve významu ves lidí Radnových. V historických pramenech se objevuje ve tvarech: Rednicze (1546), Rednitz (1563), Ranicze (1591), Radnicz (1623), Redtnitz (1631), Rednitz (1785 a 1847), Rednice a Rednitz (1584) nebo Rednitz a omylem Řednice (1923).

## Historie
První písemná zmínka o vesnici je z roku 1546, ale německojazyčná regionální vlastivědná literatura uvádí také rok 1460. Počátky vesnice jsou údajně spojeny s tepelským klášterem, ale před polovinou šestnáctého století už patřila k doupovskému panství. Po třicetileté válce ve vsi podle berní ruly žilo 21 sedláků a čtyři chalupníci. Jeden ze sedláků se živil jako vozka, a tři chalupníci pracovali jako šindelář, tesař a hospodský. Hlavním zdrojem obživy však byl zejména chov dobytka, výroba příze a zpracování vrchnostenského dřeva.
Děti původně docházely do školy v Doupově, ale roku 1829 byla ve vsi otevřena jednotřídní škola. Zásobování dvou statků vodou zajišťoval už od osmnáctého století vodovod, ale v roce 1908 byl postaven nový, který sloužil celé Řednici. K elektrické rozvodné síti byla vesnice připojena roku 1921 a o šest let později zde byla zřízena první telefonní linka a ve stejném roce začala pracovat parní mlékárna. Mezi první a druhou světovou válkou ve vsi fungovaly tři hostince, dvě řeznictví a dva obchody s potravinami. Polnosti 26 větších usedlostí měřily do třiceti hektarů, zatímco dalších třicet statků obhospodařovávalo pozemky s výměrou pět až dvanáct hektarů.
V roce 1932 byla škola rozšířena na dvojtřídní. K životu ve vsi patřila také spolková činnost. Fungoval zde sbor dobrovolných hasičů, pěvecký a hudební spolek a několik dalších spolků. Na poštu a na vlak chodili ředničtí obyvatelé do Doupova, kdy bývalo také sídlo sídlo farnosti.
Řednice zanikla vysídlením v důsledku zřízení vojenského újezdu během druhé etapy rušení sídel. Úředně byla zrušena 31. srpna 1953.

## Přírodní poměry
Řednice stávala na rozhraní katastrálních území Radošov u Hradiště a Tureč u Hradiště v okrese Karlovy Vary, asi devět kilometrů severozápadně od Valče. Nacházela se v nadmořské výšce okolo 655 metrů v údolí Řednického potoka, který se asi kilometr pod zaniklou vesnicí vlévá do Liboce. Oblast leží v jihovýchodní části Doupovských hor, konkrétně v jejich okrsku Hradišťská hornatina. Půdní pokryv tvoří kambizem eutrofní.
V rámci Quittovy klasifikace podnebí Řednice stála v mírně teplé oblasti MT3, pro kterou jsou typické průměrné teploty −3 až −4 °C v lednu a 16–17 °C v červenci. Roční úhrn srážek dosahuje 600–750 milimetrů, počet letních dnů je 20–30, počet mrazových dnů se pohybuje od 130 do 160 a sněhová pokrývka zde leží 60–100 dnů v roce. Oblast MT3 na západním okraji bývalé vesnice přechází do chladné oblasti CH7.

## Obyvatelstvo
Při sčítání lidu v roce 1921 zde žilo 384 obyvatel (z toho 187 mužů), z nichž bylo 382 Němců a dva cizinci. Všichni se hlásili k římskokatolické církvi. Podle sčítání lidu z roku 1930 měla vesnice 366 obyvatel, kteří byli kromě jednoho cizince německé národnosti. Všichni byli římskými katolíky. V roce 1947 ve vsi žilo 189 lidí.
|           | 1869 | 1880 | 1890 | 1900 | 1910 | 1921 | 1930 | 1950 |
| --------- | ---- | ---- | ---- | ---- | ---- | ---- | ---- | ---- |
| Obyvatelé | 344  | 362  | 374  | 355  | 377  | 384  | 366  | 144  |
| Domy      | 61   | 64   | 64   | 65   | 69   | 70   | 70   | 70   |

## Obecní správa
Po zrušení patrimoniální správy se Řednice roku 1850 stala obcí, ke které v letech 1868–1880 patřily osady Jírov, Prachomety a Trmová.

## Pamětihodnosti
Ve vsi stával kostel svaté Anny z roku 1785.